# Nombre 194
El nombre 194 (CXCIV) és el nombre natural que segueix el nombre 193 i precedeix el nombre 195.
La seva representació binària és 11000010, la representació octal 302 i l'hexadecimal C2.
La seva factorització en nombres primers és 2×97; altres factoritzacions són 1×194 = 2×97; és un nombre 2-gairebé primer: 2 × 97 = 194.